# Roncador (kommun)
Roncador är en kommun i Brasilien.   Den ligger i delstaten Paraná, i den södra delen av landet, 1 100 km söder om huvudstaden Brasília. Antalet invånare är 11 544. Arean är 751 kvadratkilometer.
Terrängen i Roncador är huvudsakligen kuperad, men åt nordväst är den platt.
Omgivningarna runt Roncador är en mosaik av jordbruksmark och naturlig växtlighet. Runt Roncador är det glesbefolkat, med 9 invånare per kvadratkilometer.